# 5ポンド紙幣 (オーストラリア)
オーストラリア5ポンド紙幣（オーストラリア5ポンドしへい、£5）は、オーストラリア銀行券の一つ。1913年に登場した。表面には「オーストラリア紋章」の図案が、裏面には「ホークスベリー川」の図案がデザインされている。現在は5ポンド紙幣から10ドル紙幣に置き換えられるまでは、オーストラリアの貨幣は英国通貨を中心としたポンド通貨圏に属しレートも基本的に英国に連動していた。
対オーストラリアドルは10豪ドル＝5豪ポンドとされた。